# Some Might Say
Some Might Say ist ein Song der britischen Alternative-Rock Band Oasis und die erste Singleauskopplung ihres zweiten Albums (What’s the Story) Morning Glory?. Es war die erste von acht Platz 1-Singles von Oasis in den britischen Single-Charts. 

## Beschreibung
Der Song besteht größtenteils aus wiederkehrenden D-, A-Moll- und G-Akkorden.
Der Song ist der letzte mit Tony McCaroll am Schlagzeug, der sich wenig später wegen interner Streitigkeiten von der Band löste. Der Videoclip besteht aus Filmaufnahmen, die überwiegend bereits für die Musikvideos der Oasis-Songs Cigarettes & Alcohol und Supersonic verwendet wurden. 
Die B-Seite enthält den Song Acquiesce. In Japan wurden als B-Seite andere Songs wie eine Coverversion von You’ve Got to Hide Your Love Away von den Beatles und ein Some Might Say-Demo veröffentlicht. 

## Formate
CD
1. Some Might Say
2. Talk Tonight
3. Acquiesce
4. Headshrinker

7"
1. Some Might Say
2. Headshrinker

Kassette
1. Some Might Say
2. Talk Tonight

## Kommerzieller Erfolg

### Chartplatzierungen
| ChartsChartplatzierungen     | Höchstplatzierung | Wochen |
| ---------------------------- | ----------------- | ------ |
| Vereinigtes Königreich (OCC) | 1 (84 Wo.)        | 84     |

| ChartsJahrescharts (1995)    | Platzierung |
| ---------------------------- | ----------- |
| Vereinigtes Königreich (OCC) | 34          |

### Auszeichnungen für Musikverkäufe
| Land/Region                  | Auszeichnungen für Musikverkäufe (Land/Region, Auszeichnung, Verkäufe) | Verkäufe  |
| ---------------------------- | ---------------------------------------------------------------------- | --------- |
| Vereinigtes Königreich (BPI) | 2× Platin                                                              | 1.200.000 |
| Insgesamt                    | 2× Platin ·                                                            | 1.200.000 |

Hauptartikel: Oasis/Auszeichnungen für Musikverkäufe